# Soul blues
La soul blues est un genre de blues ayant émergé à la fin des années 1960 et au début des années 1970, caractérisé par un mélange d'éléments de musiques soul et urbaine contemporaine,.

## Origines
Le soul blues est lancé par des chanteurs et musiciens ayant grandi en écoutant du blues électrique traditionnel (notamment Muddy Waters, Jimmy Reed, Elmore James). Des chanteurs de soul comme Sam Cooke, Ray Charles ou Otis Redding et de gospel commencent à mêler leurs styles musicaux préférés. L'un des pionniers de la soul blues est le groupe Bobby Blue Bland, et la chanson The Thrill Is Gone de BB King fut un modèle de ce genre de musique.